# Monument Aux Morts des Armées de Champagne

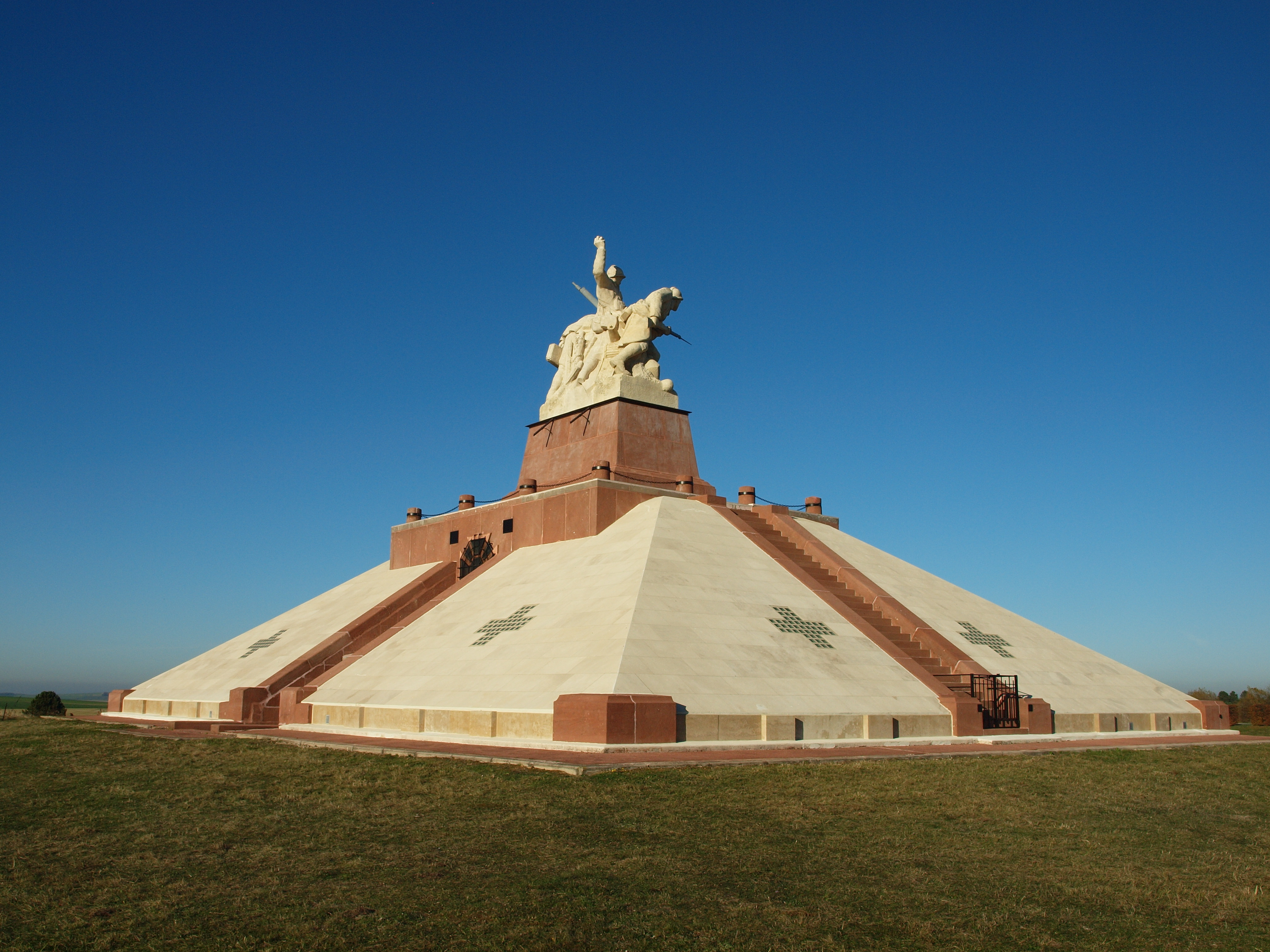
Monument Aux Morts des Armées de Champagne

Das Monument Aux Morts des Armées de Champagne (auch Monument de Navarin und Ossuaire de Navarin) zwischen Sommepy-Tahure und Souain-Perthes-lès-Hurlus auf dem Gebiet der ehemaligen Ferme de Navarin ist eine französische Gedenkstätte des Ersten Weltkriegs. Das von 1923 bis 1924 erbaute Monument erinnert an die französischen Soldaten, die in diesem Krieg in der Champagne und speziell den dort stattgefundenen Schlachten der Jahre 1914, 1915 und 1917 gefallen sind.

## Geschichte
In der Zeit nach dem Ersten Weltkrieg bildeten sich in Frankreich zahlreiche Vereinigungen mit dem Ziel, das Andenken an die Kriegsopfer aufrechtzuerhalten. In vielen Städten und Dörfern wurden Kriegerdenkmale errichtet. Für den Bau eines größeren Monuments in der stark umkämpften Region Champagne machte sich ein 1923 gegründetes Komitee unter dem Vorsitz von General Alexis Hély d’Oissel und dem Ehrenvorsitz von General Henri Gouraud stark. Beide hatten während des Krieges in der Region Truppen befehligt. Mittels Aufrufen in der Presse wurde eine Unterschriftensammlung veranstaltet, um die Familien, die hier Angehörige verloren hatten, zur Unterstützung zu bewegen. Dies traf in der Bevölkerung auf starke Resonanz, worin die Überzeugung zum Ausdruck kam, dass für ein angemessenes Gedenken besondere nationale Erinnerungsorte nötig seien.

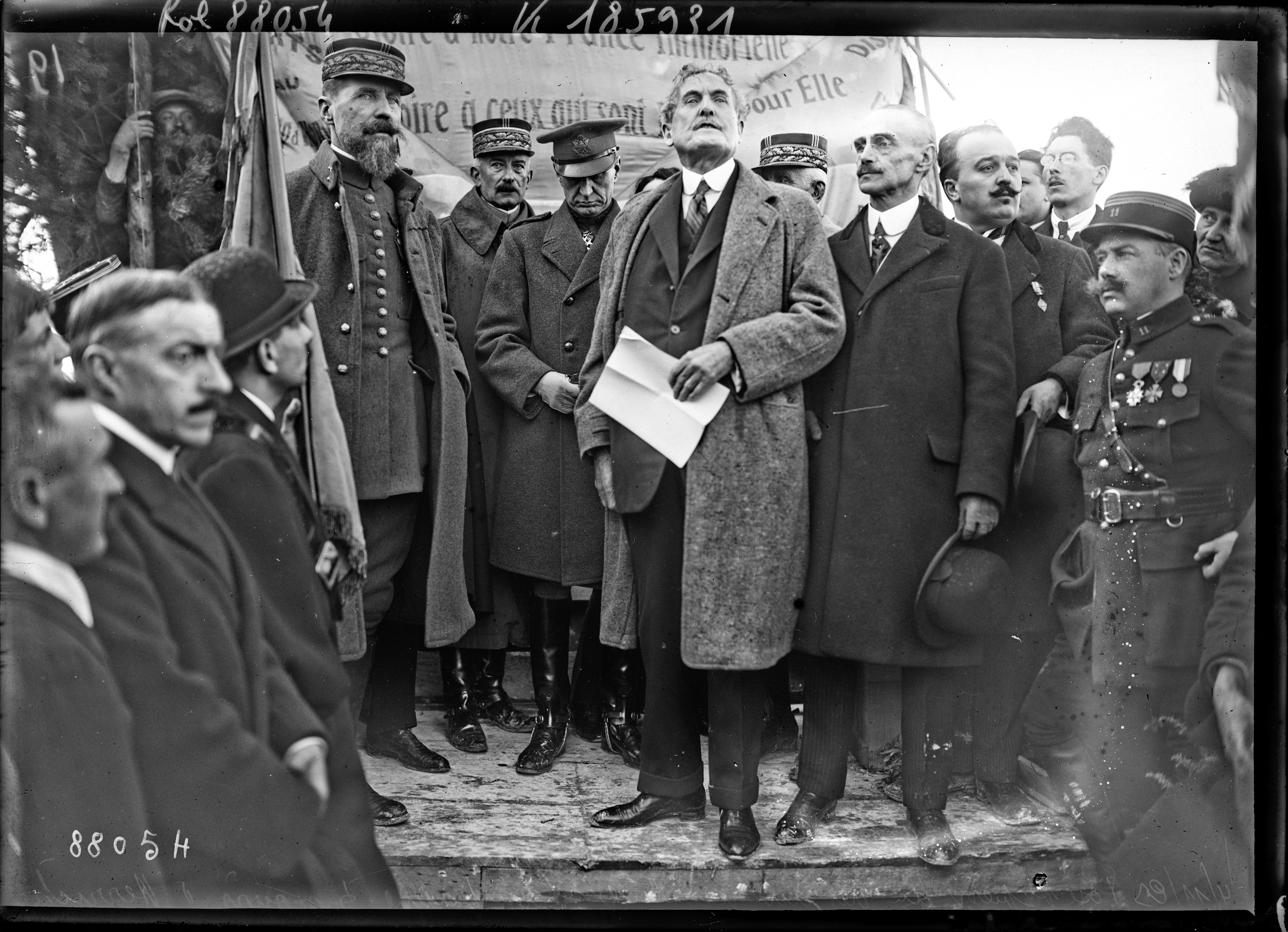
Bild von der Grundsteinlegung 1923, im Vordergrund General Gouraud und Botschafter Herrick

Der Grundstein für das Monument wurde am 4. November 1923 in Anwesenheit der US-amerikanischen Botschafters Myron Herrick gelegt und bereits ein knappes Jahr später, am 28. September 1924, fand die feierliche Einweihung statt. Anwesend waren neben General Gouraud (seinerzeit Militärgouverneur von Paris) auch Marschall Joseph Joffre, die diplomatischen Vertreter der Vereinigten Staaten und der Tschechoslowakei, der Großkanzler der Ehrenlegion Augustin Dubail, der Bischof von Châlons Joseph-Marie Tissier, weitere namhafte Politiker, Militärs und Würdenträger sowie zahlreiche Veteranen des Krieges und Bewohner der Umgebung.
1929 gründete sich die Association du Souvenir aux Morts des Armées de Champagne (ASMAC), um die Tätigkeit des früheren Komitees fortzuführen und die Kriegsgräberpflege in der Region zu organisieren. Im Monument wurden im Lauf der Zeit die sterblichen Überreste von rund 10.000 zumeist nicht identifizierten Gefallenen in Art eines Beinhauses bestattet. Hierfür dienen die Seitenflügel der Kapelle.
Das ursprüngliche Komitee benannte sich nach einem Erlass des Präsidenten der Republik Albert Lebrun vom 16. Mai 1933 um in Fondation du Monument aux Morts des Armées de Champagne et Ossuaire de Navarin und wurde als gemeinnützige Organisation deklariert. Es war der Bewahrung des Monuments und des Beinhauses gewidmet und war auch für die Pflege des umliegenden Gebiets von fünf Hektar verantwortlich.

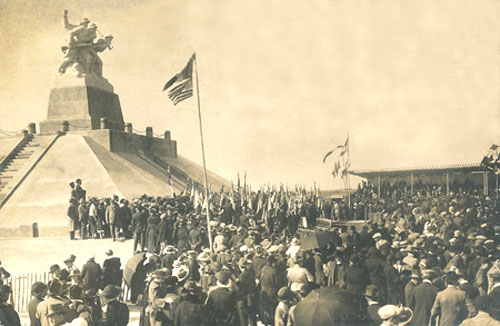
Bild von der Umbettung des Generals Gouraud 1948

Der 1946 verstorbene General Gouraud wurde 1948 in die Krypta des Monuments umgebettet. Ebenso wurde dessen ehemaliger Stabschef als Befehlshaber der 4e armée und General im Zweiten Weltkrieg, André-Gaston Prételat, hier bestattet.
Im Jahre 2019 löste sich die Stiftung auf und das Gelände wurde dem Staat übertragen. Die Association du Souvenir aux Morts des Armées de Champagne besteht hingegen fort. Sie organisiert unter anderem die jährlichen, im September stattfindenden öffentlichen Gedenkveranstaltungen.

## Gestaltung
Das Monument hat die Form eines Pyramidenstumpfes, in dessen Zentrum auf einem Podest ein steinernes Standbild dreier angreifender Soldaten steht. Zwei von ihnen sind als Franzosen zu erkennen, der von vorn gesehen rechts stehende stellt einen amerikanischen Soldaten dar. Die Skulptur wurde von dem Bildhauer Maxime Real del Sarte ausgeführt, der als Offizieranwärter im 106. Infanterieregiment der französischen Armee gedient hatte und 1916 bei Verdun schwer verwundet worden war. Der Soldat auf der Linken ist dem Bruder des Bildhauers nachempfunden, der in den Kämpfen um den Chemin des Dames gefallen war. Der amerikanische Soldat auf der Rechten soll Quentin Roosevelt darstellen, der im Krieg als Jagdpilot des United States Army Air Service in Frankreich kämpfte und 1918 bei Coulonges-Cohan fiel. Der eine Handgranate haltende Soldat in der Mitte trägt die Gesichtszüge von General Gouraud.
Im Innern der Pyramide befindet sich die Kapelle, in der Namensschilder von Angehörigen Gefallener abgelegt werden. Das bemalte Wandfenster ist in der Form des Croix de guerre gestaltet. Unterhalb der Kapelle befinden sich Ausstellungsräume sowie die Krypta der beiden Generäle.

## Inschriften
Über dem Eingang sind der Name des Monuments Aux Morts des Armées de Champagne und die Jahreszahlen 1914 und 1918 eingraviert. Darüber, auf dem Sockel der Skulptur, sind die Divisionsnummern von 102 französischen und vier US-amerikanischen Divisionen sowie die Namen der zwei Brigaden des Expeditionskorps der Russischen Armee in Frankreich, einer tschechoslowakischen Brigade und eines polnischen Regiments zu sehen.
Weitere Inschriften sind:
| ci gît le général Henri Gouraud au milieu de ses soldats de la 4e Armée qu'il avait tant aimés. Priez pour eux et pour lui. | Au Président de la République Paul Doumer 6 mai 1932 et à ses quatre fils André René Marcel Armand Morts pour la France. |

## UNESCO-Welterbe
Als Grab- und Gedenkstätte des Ersten Weltkriegs gehört das „Monument Aux Morts des Armées de Champagne“ seit 2023 zum UNESCO-Welterbe in Frankreich.